# Piophila bipunctatus
Piophila bipunctatus är en tvåvingeart som först beskrevs av Fallen 1823.  Piophila bipunctatus ingår i släktet Piophila och familjen ostflugor. Inga underarter finns listade i Catalogue of Life.